# Arlette Stanschus
Arlette Stanschus (* 1975 in Neustrelitz) ist eine deutsche Schauspielerin und Synchronsprecherin.

## Leben
Arlette Stanschus wurde im Jahr 1975 in Neustrelitz geboren und ist in Berlin aufgewachsen. Sie zog später nach Hamburg, um ihre Schauspielkarriere zu starten. Sie absolvierte eine Schauspielausbildung bei der Schauspielkompanie Adhoc. Sie ist auch als Synchronsprecherin tätig.

## Synchronisation
Sora Amamiya
- 2015: Seven Deadly Sins … als Elizabeth Liones
- 2017: Seven Deadly Sins: Signs of Holy War … als Elizabeth Liones

Saori Hayami
- 2016: The Last: Naruto the Movie … als Himawari Uzumaki
- 2016: Boruto: Naruto the Movie … als Himawari Uzumaki
- 2017: Boruto: Naruto Next Generations … als Himawari Uzumaki

Satsuki Yukino
- 2016: Gintama: The Movie … als Tae Shimura
- 2017: Gintama: The Movie 2 … als Tae Shimura
- seit 2017: Gintama … als Tae Shimura

### Animationsserien
- 2006–2007: School Rumble … als Sarah Adiemus
- 2007–2008: Emma – Eine viktorianische Liebe … als Eleanor Campbell
- 2009: Fanboy & Chum Chum … als Lulu
- 2009–2017: Naruto Shippuden … als Nono Yakushi und Anko Mitarashi (2. Stimme)
- 2011–2016: Der Phantastische Paul … als Sammy
- seit 2013: PAW Patrol … als Marshall (2. Stimme)
- 2013–2014: Strike the Blood … als Lydiane Didie und Minami Shindou
- 2013–2014: Cross Fight B-Daman … als Lightning Rabbit
- 2013–2015: Lalaloopsy … als Rosy Bumps 'N' Bruises
- 2014: Akuma no Riddle … als Mahiru Banba
- seit 2014: Super 4 … als Lorella
- 2015: Noragami … als Ami-chan
- 2015–2016: Popples … als Bubbels (2. Stimme)
- 2016: Bobby und Bill … als Nala
- 2016: Durarara!! … als Anri Sonohara
- 2016: Bottersnikes & Gumbles … als Float und Merri
- 2016: Magi: Adventure of Sinbad … als Mädchen #3 (1.11)
- 2016–2017: Die Welt der Winx … als Lorelei
- 2016–2018: Kulipari – Die Frosch-Armee … als Tipi
- seit 2016: Willkommen bei den Louds … als Lucy Loud
- 2017: Glitter Force Doki Doki … als Clara
- 2017: Cyborg 009: Call of Justice … als Ivan Whisky
- 2017: Little Witch Academia … als Maril Cavendish
- 2017–2018: Brynhildr in the Darkness … als Kana Tachibana
- seit 2017: Die Supermonster … als Katya
- 2017: Toon Marty … als Carly
- seit 2017: True und das Regenbogenreich … als True
- 2017: Kakegurui – Das Leben ist ein Spiel … als Nanami Tsubomi
- 2017: Tsugumomo … als Kasumi Kagami
- 2017: Brynhildr in the Darkness … als Kana Tachibana
- seit 2018: Naruto Spin-Off: Rock Lee & seine Ninja Kumpels … als Anko Mitarashi
- 2021: Mushoku Tensei: Jobless Reincarnation … als Sylphiette

### Fernsehserien
- 2010–2013: Dance Academy – Tanz deinen Traum! … als Lily (2.01–2.02)
- 2012: Alien Surfgirls … als Gina
- seit 2016: Teachers … als Mary Louise Bennigan
- 2016–2017: Degrassi: Die nächste Klasse … als Esme Song
- 2018–2020: Altered Carbon: Das Unsterblichkeitsprogramm … als Sleeve-Programm-Mentorin (1.01)

### Filme
- 2011: Operation Marijuana … als Sky Pettigrew
- 2014: All Cheerleaders Die … als Heiße Schnecke #3
- 2014: Die sieben schwarzen Noten … als Paola
- 2018: Lucky … als Debbie
- 2018: Godzilla: Planet der Monster … als Controller #1
- 2018: My Perfect Romance … als Wes’ Freundin
- 2018: Night Out … als Magdalena
- 2021: Paw Patrol – Der Kinofilm … als Marshall
- 2023: Paw Patrol – Der Mighty Kinofilm … als Marshall